# Vill
Vill is een stadsdeel en een kadastrale gemeente van de Oostenrijkse stad Innsbruck.
Het dorp werd bij een gemeentelijke herindeling in 1942 bij de Tiroolse deelstaatshoofdstad gevoegd. Ondanks de gemeentelijke herindeling heeft het dorp zijn agrarische karakter weten te behouden.
Vill ligt op de flanken van een middelgebergteterras ten zuiden van het centrum van Innsbruck op een hoogte van 817 Meter über Adria, hemelsbreed ongeveer een kilometer ten noordwesten van het wintersportoord Igls. Het dorp is bereikbaar via de Mittelgebirgsstraße (L9). In Vill neemt de Viller Bach het water van de uit Igls afkomstige Ramsbach op.

## Geschiedenis
In Vill zijn archeologische vondsten uit de La Tène-periode gedaan. Vermoedelijk zijn de gevonden objecten afkomstig van een Illyrische stam.
De naam Vill is van Romaanse oorsprong. De nederzetting werd in 1251 reeds als villa Ville in een oorkonde opgenomen. De parochiekerk gewijd aan Sint-Maarten is reeds vermeld in 1397. De kerk is in eerste instantie in gotische stijl opgetrokken, maar in 1790 werd in rococostijl verbouwd.